# تاوبربیشوفزهایم
شهر تاوبربیشوفزهایم (به آلمانی: Tauberbischofsheim) در ایالت بادن-وورتمبرگ در کشور آلمان واقع شده‌است.